# 디에티콘
디에티콘(독일어: Dietikon)은 스위스 취리히주에서 취리히, 빈터투어, 우스터, 뒤벤도르프에 이어 다섯 번째로 큰 도시이다. 그것은 같은 이름의 디에티콘 지구의 수도이자 취리히 대도시 지역의 일부이다.

## 역사
디에티콘은 1100년에 Dietinchovin으로 처음 언급되었다. 디에티콘에는 1743년에서 1746년 사이에 회랑 교회가 있는 1130년경에 레겐스베르크 가문에서 몇 개의 로마 유적과 파 베네딕토회 수도원이 있다. 두 번째 취리히 전투는 1799년 9월 디에티콘에서 벌어졌다. 그리고 그 도시 이름은 현재 프랑스 파리의 개선문 기둥에 새겨져 있다.

## 지리

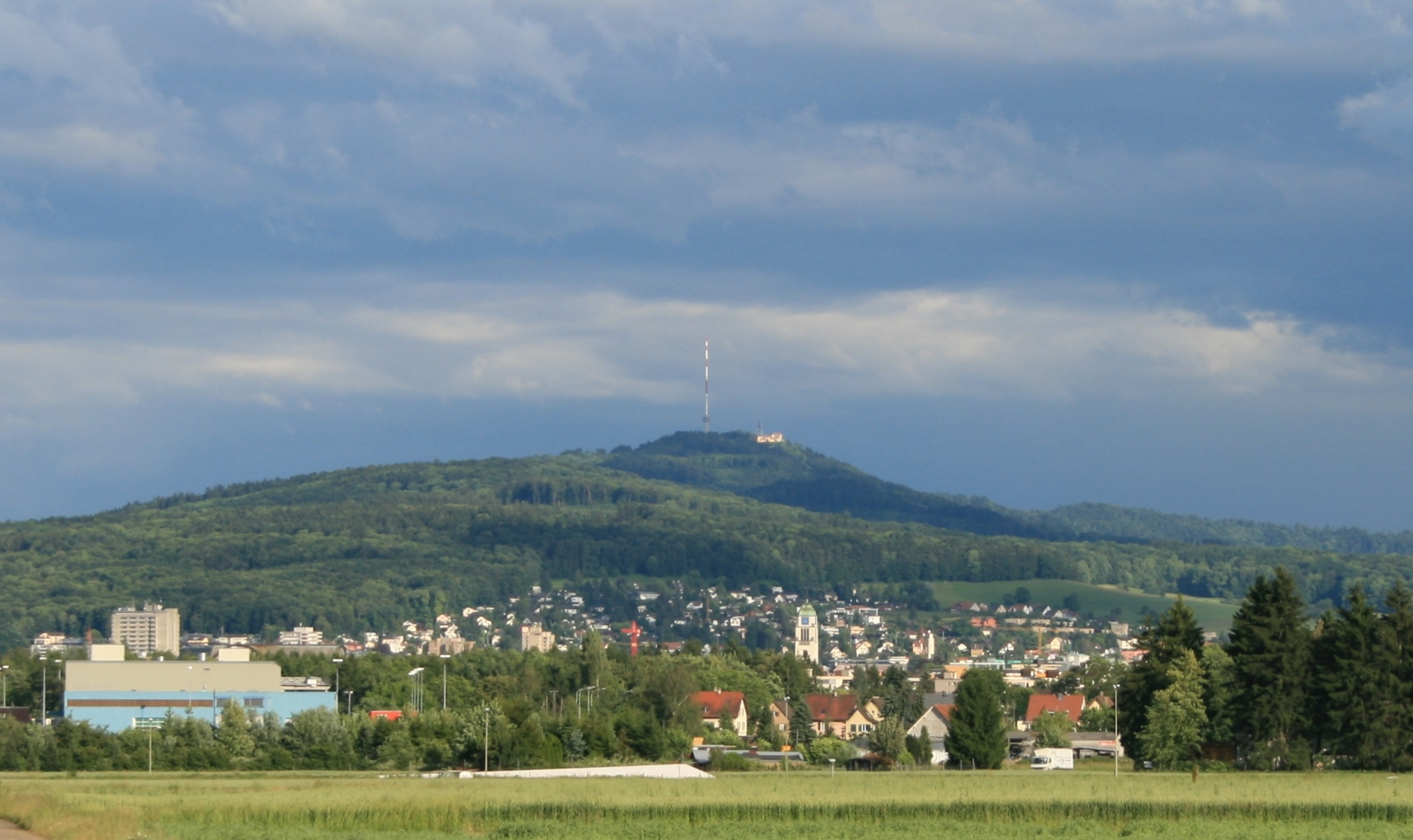
슈프라이텐바흐에 본 디티콘과 위틀리베르크

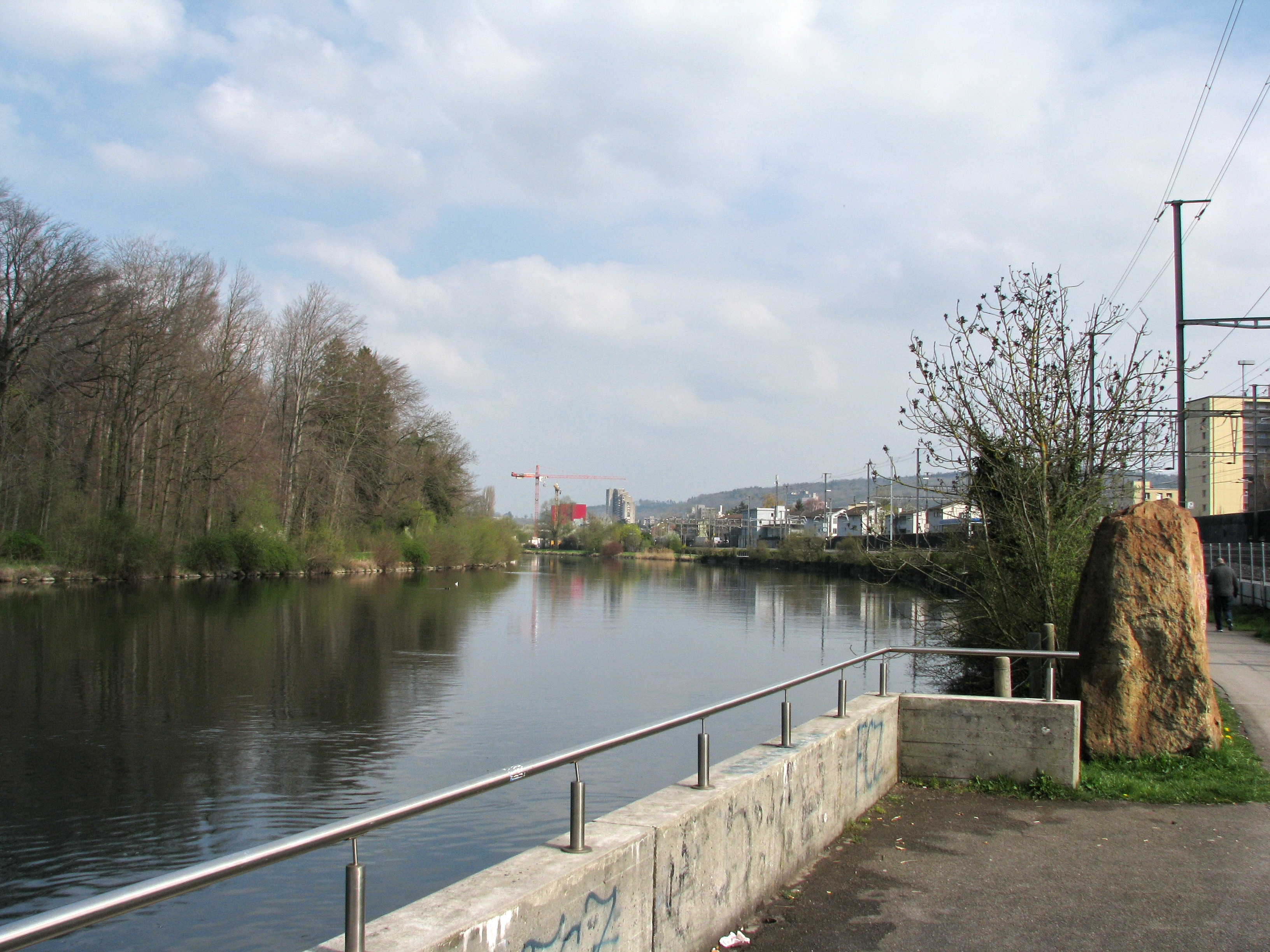
디티콘역에서 리마트강

산업 도시 디에티콘은 취리히에서 바덴까지 철도를 따라 리마트 계곡 (독일어: 리마트탈)에 위치한 레피쉬와 리마트강이 합류하는 해발 388m에 위치해 있다. 여기와 이웃 지역인 슈프라이텐바흐에는 대형 리마트탈 철도 화물 야적창도 있다.
디에티콘의 면적은 9.3k㎡이다. 이 면적 중 17.2%는 농업용으로 사용되고 27%는 산림이다. 나머지 토지 중 49.1%는 정착지(건물 또는 도로)이고 나머지(6.7%)는 불모지(강, 빙하 또는 산)이다. 1996년 주택과 건물은 전체 면적의 33.8%를 차지했고 나머지는 교통 기반시설(15.3%)을 차지했다.  전체 불모지 중 물(하천 및 호수)이 면적의 4.9%를 차지했다. 2007년 현재 전체 시정촌 면적의 40.7%가 어떤 형태로든 건설되고 있다.
시정촌의 가장 크고 가장 잘 알려진 숲에는 호너레트, 구겐뷔엘 및 Röhrenmoos가 있다.
호너레트 숲은 린트빙하("Linthgletscher")의 측면 빙퇴석에 있다. 숲을 가로질러 200개가 넘는 눈에 띄는 돌이 있으며, 최대 25㎡의 불규칙한 바위가 있다. 호너레트와 구겐뷔엘-발트는 단 하나의 주요 도로로 분리되어 있다. 숲에는 토벨바흐 시내와 스토펠바흐 시내가 솟아올라 레피쉬로 흘러내리는 몇 개의 샘이 있다. 또한 숲에는 숲속 오두막 ‘로렌취테’가 있다.
구겐뷔엘 숲은 전적으로 디에티콘 내에 있다. 숲 안에 "지젤리보데" 연못이 있다. 유입도 유출도 없다. 비타 코스는 숲에 있다.

### 기후
디에티콘의 연간 강우량은 평균 132.2일이며 평균 강수량은 1,078mm이다. 가장 습한 달은 8월로 디에티콘의 평균 강수량은 114mm이다. 가장 습한 달의 평균 강수일은 12.7일이다.

## 인구통계

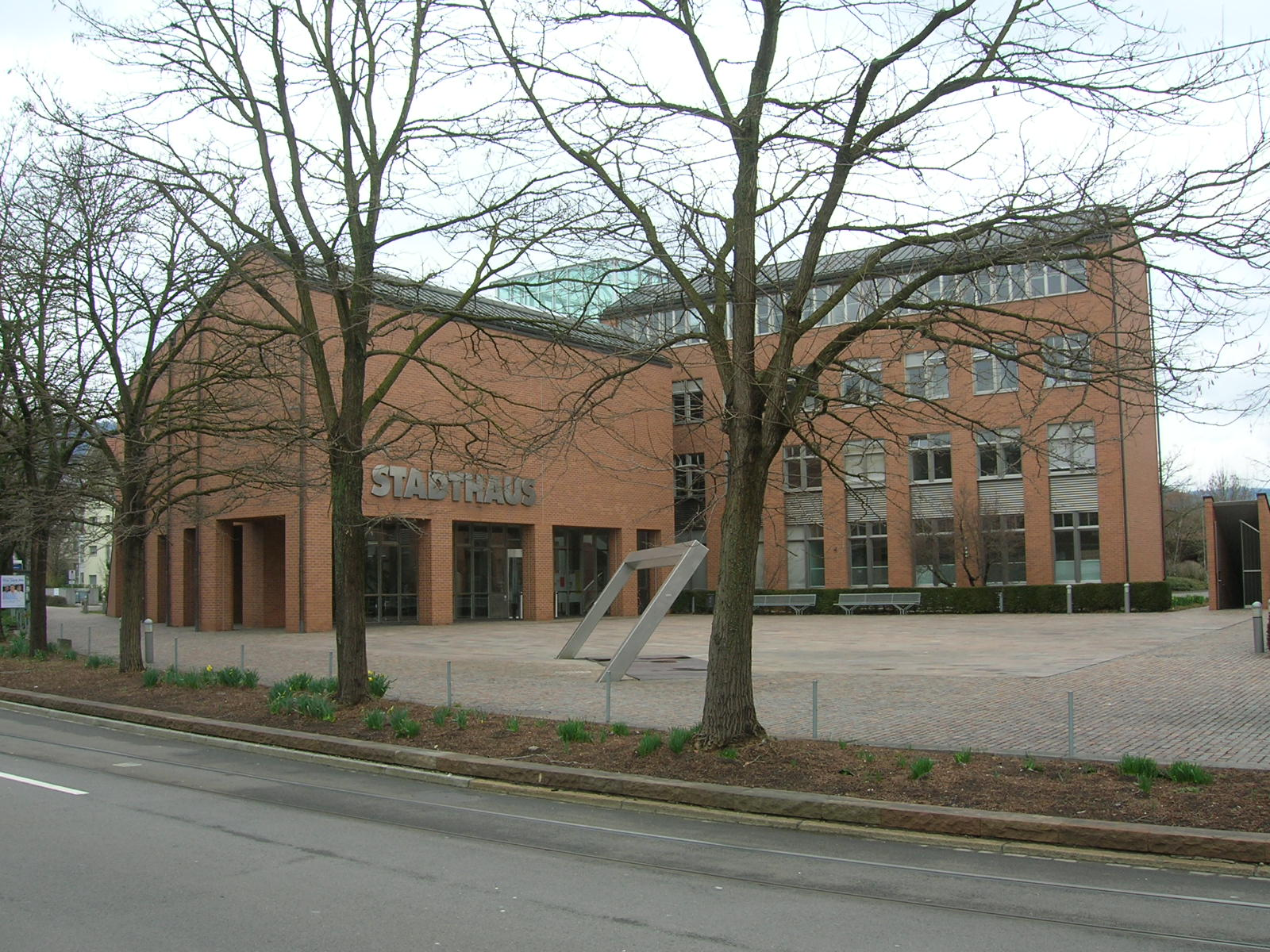
디티콘 주민센터

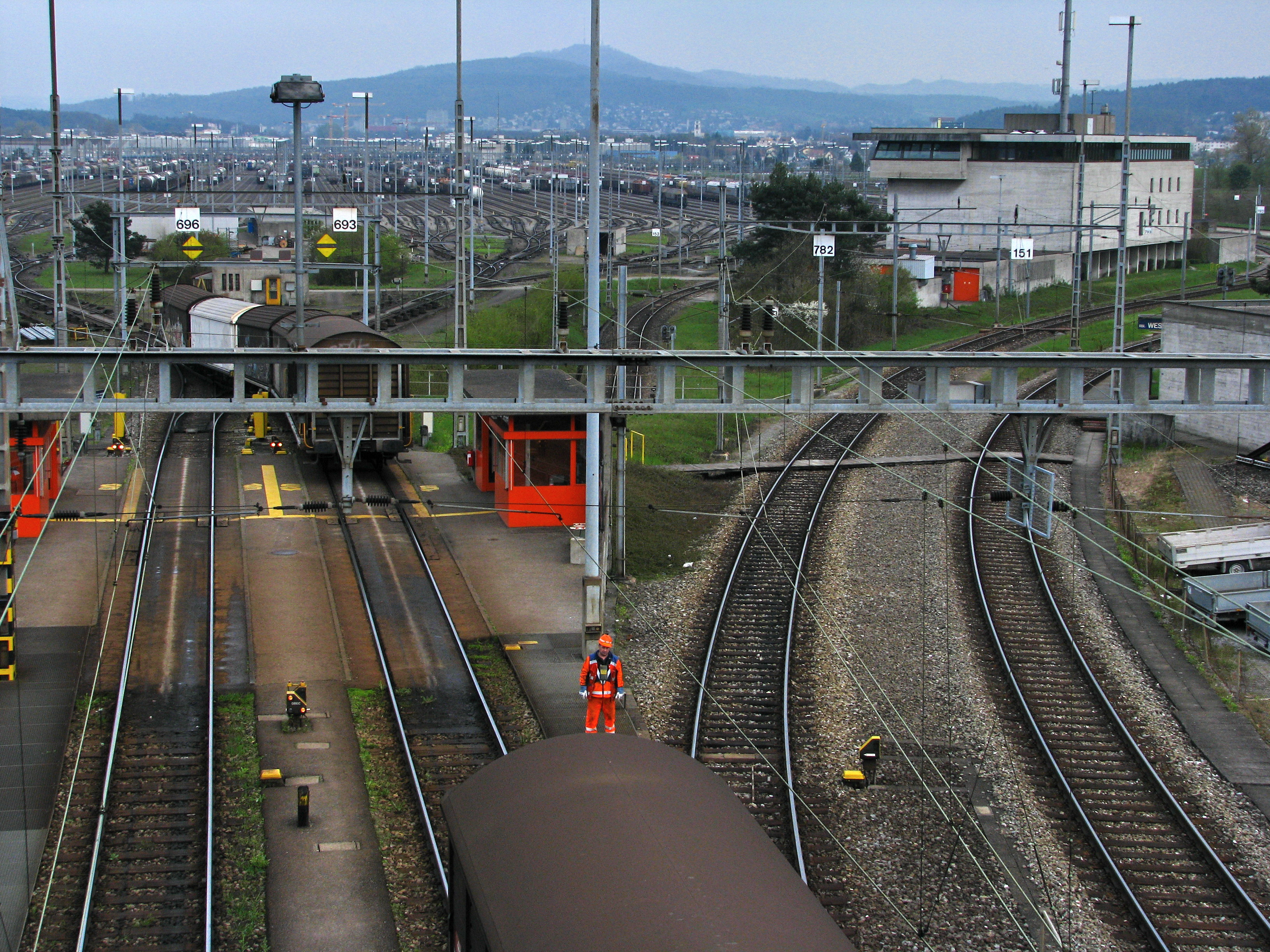
조차장 RBL (Rangierbahnhof Limmattal)

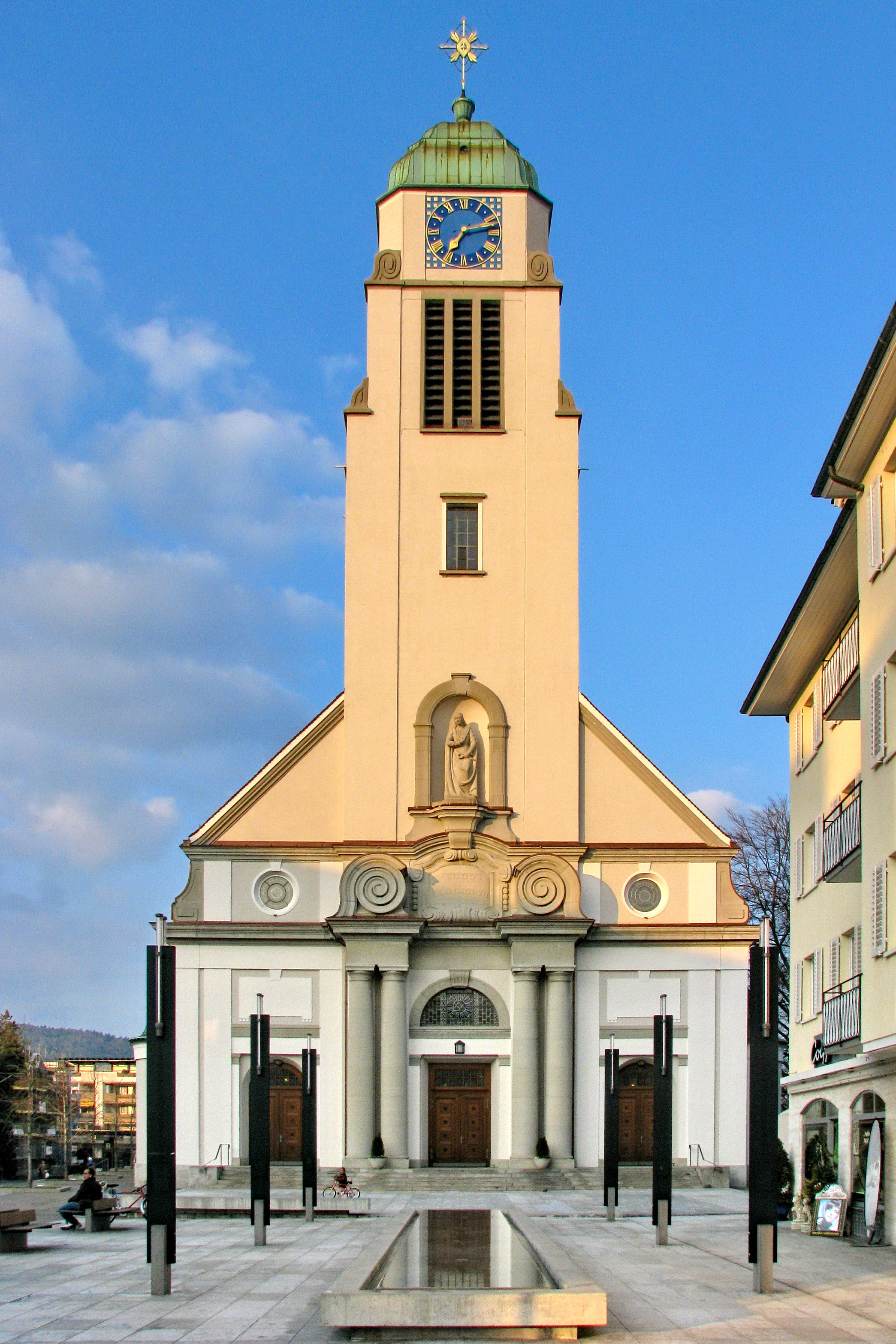
성 아다가 로마 가톨릭 교회(1927년 설립)

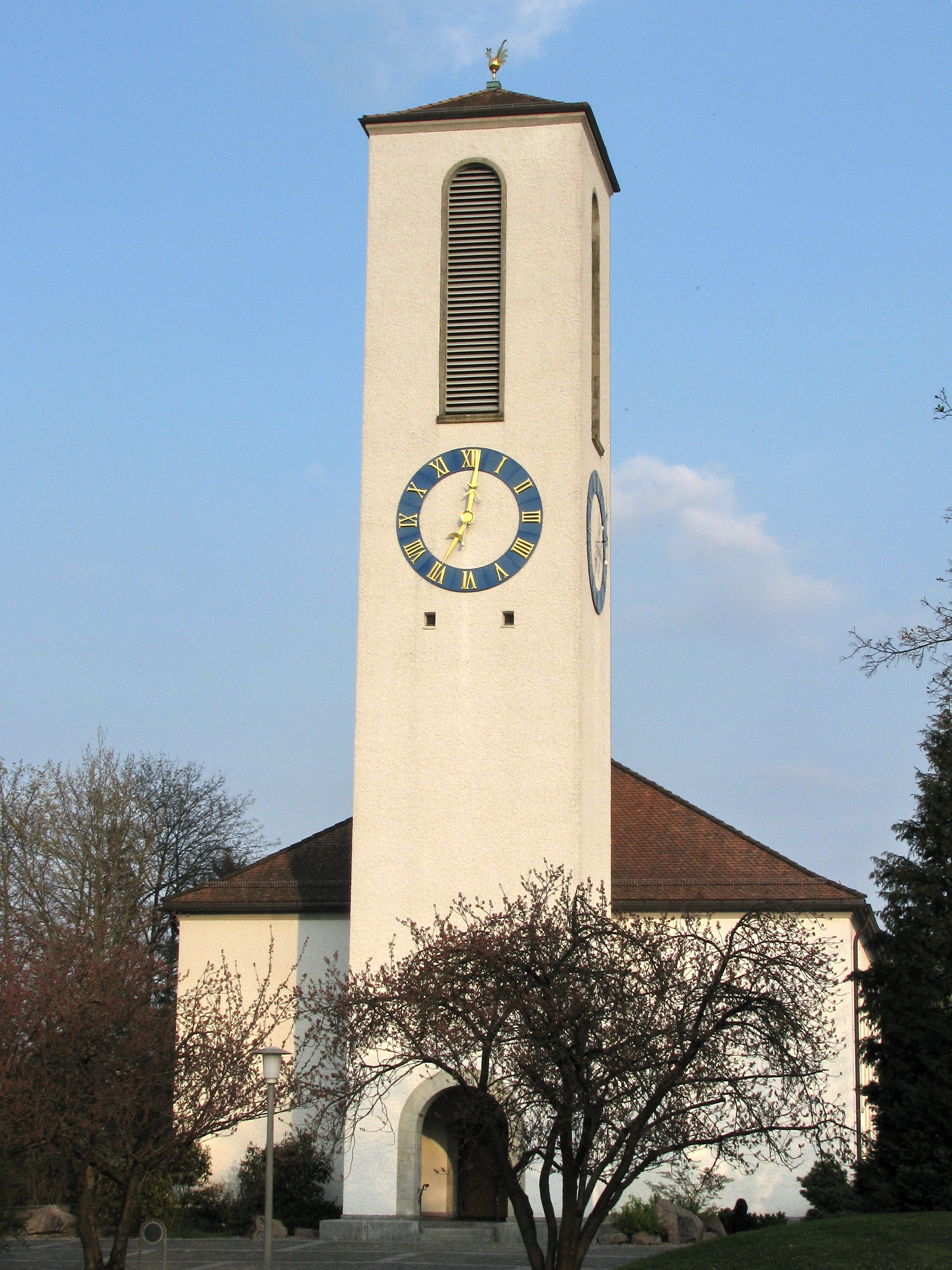
개혁 교회 (1925년 설립)

디에티콘의 인구(2020년 12월 31일 기준)는 28,057명이다. 2007년 기준으로 전체 인구의 39.8%가 외국인이다. 2008년 기준으로 인구의 성별 분포는 남성 50%, 여성 50%였다. 지난 10년 동안 인구는 10.5%의 비율로 증가했다. 대부분의 인구(2000년 기준)는 독일어(73.9%)를 사용하며 이탈리아어가 두 번째로 많이 사용(8.9%)되고 알바니아어가 세 번째(3.8%)로 사용된다.
2007년 선거에서 가장 인기 있는 정당은 40.1%의 득표율을 기록한 SVP였다. 다음으로 가장 인기 있는 3개 정당은 SPS (19.9%), CVP (13.7%) 및 FDP (8%)였다.
인구의 연령분포(2000년 기준)는 아동·청소년(0~19세)이 21.3%, 성인(20~64세)이 64.7%, 노인(64세 이상)이 14%를 차지한다. 디에티콘에서는 인구의 약 60.1%(25-64세 사이)가 비필수 고등교육 또는 추가 고등교육(대학 또는 응용학문대학)을 완료했다. 디에티콘에는 9,892세대가 있다.
디에티콘의 실업률은 4.2%이다. 2005년 기준으로 1차 경제 부문에 179명이 고용되어 있으며, 이 부문에 약 13개 기업이 참여하고 있다. 2,613명이 2차 부문에 고용되어 있고, 이 부문에 213개의 기업이 있다. 10,632명이 3차 부문에 고용되어 있으며, 이 부문에는 957개의 기업이 있다. 2007년 기준 노동인구의 60.6%가 상근직이고, 39.4%가 시간제이다.
2008년 기준으로 디에티콘에는 8,655명의 가톨릭 신자와 4,599명의 개신교 신자가 있다. 2000년 인구 조사에서 종교는 몇 가지 더 작은 범주로 분류되었다. 2000년 인구 조사에서 26.5%는 일종의 개신교였으며, 24.6%는 스위스 개혁 교회에, 1.9%는 다른 개신교 교회에 속했다. 인구의 41.8%가 가톨릭 신자였다. 나머지 인구 중 12.2%는 이슬람교도, 16.1%는 다른 종교(목록에 없음), 4.6%는 무교, 9.4%는 무신론자 또는 불가지론자였다.
역사적 인구는 다음 표에 나와 있다.
| 년도 | 인구   |
| ---- | ------ |
| 1779 | 686    |
| 1836 | 1,025  |
| 1850 | 1,291  |
| 1900 | 2,613  |
| 1910 | 4,493  |
| 1950 | 7,132  |
| 1960 | 14,920 |
| 1970 | 22,705 |
| 1990 | 21,152 |
| 2000 | 21,353 |
| 2017 | 27,079 |

## 경제
다른 회사들 중에서 리마터탈러 차이퉁(Limmattaler Zeitung) 신문과 Ex 리브리스(Ex Libris)는 디에티콘에 있다.

## 관광
스위스에서 몇 안 되는 조각 정원과 종합예술 중 하나인 각각 슈프라이텐바흐의 디에티콘에 브루노 베버 공원이 있다. 글란첸베르크는 한때 리마트 강변의 정착지였으나, 요새화는 한 번도 완료되지 않은 것으로 보이며, 전설에 따르면 1267/68년에 파괴되었을 수 있다. 그 유적은 같은 이름의 기차역 맞은편에 있는 리마트를 따라 있는 작은 숲에서 찾을 수 있다. 또한 12세기 후반에 레겐스베르크 백작이 지은 이전 글란첸베르크 성의 성벽이 자리 잡고 있다.

## 교통
디티에콘은 A3 고속도로에 있다.

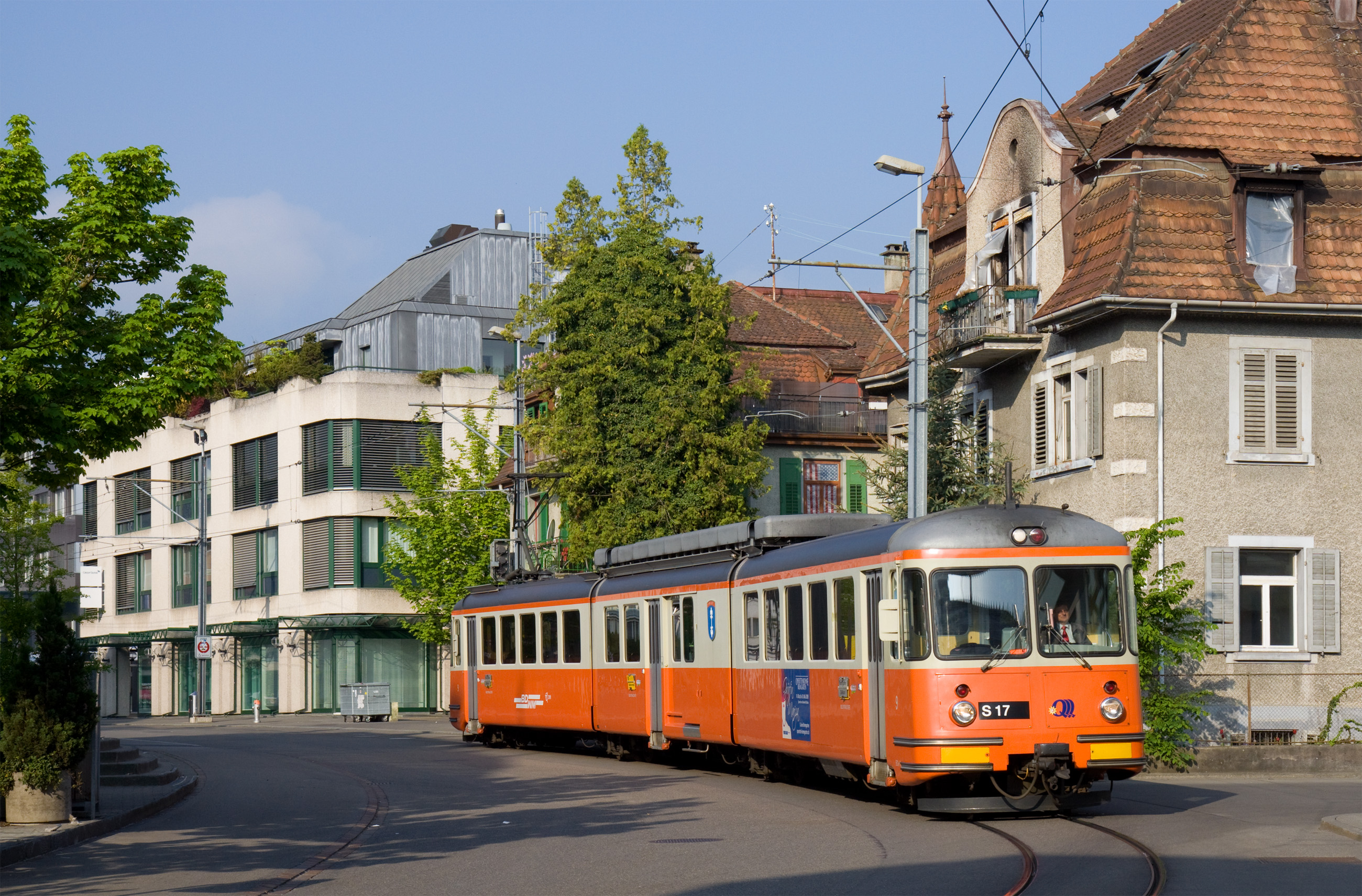
S17 노선, 브렘가르텐-디에티콘 철도

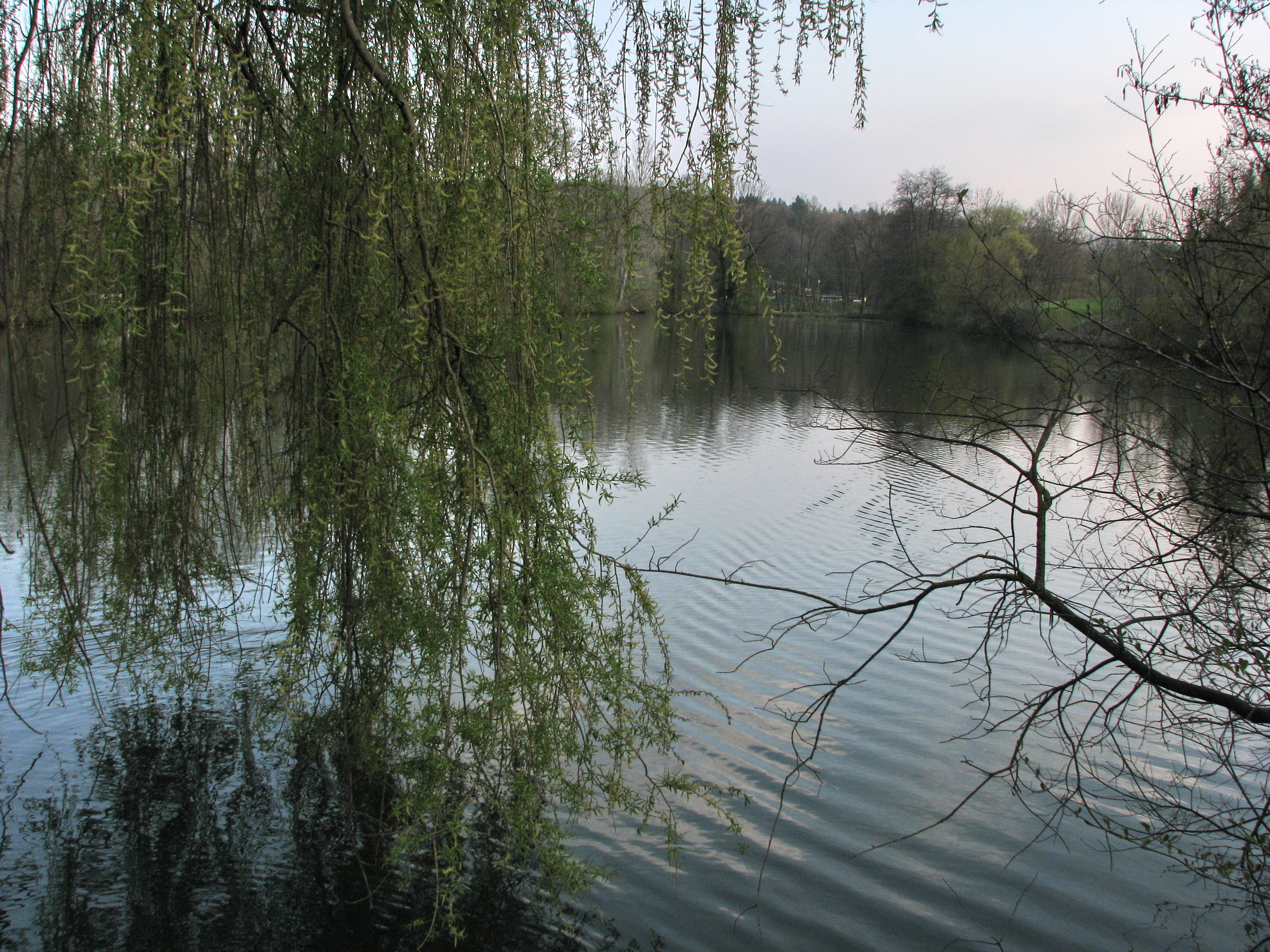
레피시를 따라마모리바이허 연못

디에티콘역과 글란젠베르크역은 S3 및 S12 라인의 취리히 S-반 정류장이다. 디에티콘역은 브렘가르텐-디에티콘 철도에서 제공하는 S17 라인의 종점이기도 하다.
1900년에서 1928년 사이에 디에티콘은 취리히에서 출발하는 리마트탈 트램웨이의 종착역이었다. 현재 건설 중인 리마트탈 경전철 노선은 디에티콘을 통해 킬방엔까지 연장되지만, 유사한 선형을 따를 것이다.